# Okrug Kežmarok
Okrug Kežmarok (slovački: Okres Kežmarok) nalazi se u istočnoj Slovačkoj u  Prešovskom kraju.  U okrugu živi 75 862 stanovnika, dok je gustoća naseljenosti 120,44 stan/km². Ukupna površina okruga je 629,82 km². Glavni grad okruga Kežmarok je istoimeni grad Kežmarok s 15 145 stanovnika.

## Stanovništvo
| Godina:     | 1994.  | 2004.    | 2014.    | 2024.   |
| ----------- | ------ | -------- | -------- | ------- |
| Broj ljudi: | 58 966 | 65 129   | 72 570   | 75 862  |
| Razlika:    |        | +10,45 % | +11,42 % | +4,53 % |

| Godina:     | 2023.  | 2024.   |
| ----------- | ------ | ------- |
| Broj ljudi: | 75 188 | 75 862  |
| Razlika:    |        | +0,89 % |

## Gradovi
- Kežmarok
- Spišská Belá
- Spišská Stará Ves

## Općine
| - Abrahámovce - Bušovce - Červený Kláštor - Havka - Holumnica - Hradisko - Huncovce - Ihľany - Jezersko - Jurské - Krížová Ves - Lechnica - Lendak | - Ľubica - Ľubické Kúpele - Majere - Malá Franková - Malý Slavkov - Matiašovce - Mlynčeky - Osturňa - Podhorany - Rakúsy - Reľov - Slovenská Ves - Spišské Hanušovce | - Stará Lesná - Stráne pod Tatrami - Toporec - Tvarožná - Veľká Franková - Veľká Lomnica - Vlková - Vlkovce - Vojňany - Vrbov - Výborná - Zálesie - Žakovce |